# Кориф (сын Зевса)
Кориф (лат. Corythus) — согласно Вергилию, мифический основатель города в Этрурии. Основал Кориф в Тускии. Сын Зевса, италийский царь. Отец Иасиона от Электры. По некоторым авторам, отец Дардана и Иасия (Иасиона).